# Thomas Denis
Thomas Denis (Vannes, 18 de julio de 1997) es un deportista francés que compite en ciclismo en las modalidades de pista, especialista en la prueba de persecución por equipos, y ruta.
Ganó una medalla de plata en el Campeonato Mundial de Ciclismo en Pista de 2021 y cuatro medallas en el Campeonato Europeo de Ciclismo en Pista entre los años 2016 y 2023.

## Medallero internacional
| Campeonato Mundial | Campeonato Mundial      | Campeonato Mundial | Campeonato Mundial      |
| Año                | Lugar                   | Medalla            | Competición             |
| ------------------ | ----------------------- | ------------------ | ----------------------- |
| 2021               | Roubaix (Francia)       | Medalla de plata   | Persecución por equipos |
| Campeonato Europeo |                         |                    |                         |
| Año                | Lugar                   | Medalla            | Competición             |
| 2016               | Saint-Quentin (Francia) | Medalla de oro     | Persecución por equipos |
| 2017               | Berlín (Alemania)       | Medalla de oro     | Persecución por equipos |
| 2022               | Múnich (Alemania)       | Medalla de oro     | Persecución por equipos |
| 2023               | Grenchen (Suiza)        | Medalla de bronce  | Persecución por equipos |

1. ↑  Compitió en la ronda de clasificación.

## Palmarés

### Pista
2016
- Campeonato Europeo en Persecución por equipos (con Corentin Ermenault, Florian Maitre y Benjamin Thomas)
- Campeonato Europeo sub-23 en Persecución por equipos (con Corentin Ermenault, Florian Maitre y Benjamin Thomas)
- 3.º en el Campeonato Europeo Sub-23 en Persecución Individual

2017
- Campeonato Europeo en Persecución por equipos (con Corentin Ermenault, Louis Pijourlet, Florian Maitre y Benjamin Thomas)
- Campeonato de Francia de Persecución por equipos (con Florian Maitre, Clément Davy y Aurelien Costeplaine)